# 1928-as magyar vívóbajnokság
Az 1928-as magyar vívóbajnokság a huszonnegyedik magyar bajnokság volt. Ettől az évtől a női tőrvívók részére is rendeztek bajnokságot. A férfi tőrbajnokságot május 13-án rendezték meg Budapesten, a Nemzeti Tornacsarnokban, a kardbajnokságot május 20-án Budapesten, a Nemzeti Tornacsarnokban, a női tőrbajnokságot pedig április 1-jén Budapesten, a Műegyetemen.

## Eredmények
| Versenyszám     | Arany                       | Arany | Ezüst                             | Ezüst | Bronz                          | Bronz |
| --------------- | --------------------------- | ----- | --------------------------------- | ----- | ------------------------------ | ----- |
| Férfi tőrvívás  | vitéz Terstyánszky Ödön MAC |       | Piller György MAC                 |       | dr. Rozgonyi György Vénfiúk VC |       |
| Férfi kardvívás | vitéz Terstyánszky Ödön MAC |       | dr. Gombos Sándor Tisza István VC |       | Garay János Tisza István VC    |       |
| Női tőrvívás    | Dany Margit Tiszti VC       |       | Bogen Erna Tiszti VC              |       | Elek Ilona BBTE                |       |